# Gagea micrantha
Gagea micrantha là một loài thực vật có hoa trong họ Liliaceae. Loài này được (Boiss.) Pascher miêu tả khoa học đầu tiên năm 1904.